# Petrichor
Petrichor (/ˈpɛtrɪkɔːr/) er den duft, der opstår, når regn falder på tør jord. er sammensat af det græske ord petra (πέτρα), der betyder "sten", og īchōr (ἰχώρ), væsken der flyder i årerne på guderne i den græske mytologi.